# 海因里希·史瓦貝
薩穆埃爾·海因里希·史瓦貝（德語：Samuel Heinrich Schwabe，1789年10月25日—1875年4月11日），德國天文學家，因對太陽黑子的研究而知名。

## 生平
史瓦貝出生於德紹。原本是藥劑師，但他專注於天文學，並且從1826年開始觀察太陽黑子。史瓦貝企圖發現當時被稱為祝融星，被假設在水星軌道內側環繞太陽的新行星。因為很接近太陽，所以祝融星很難被發現，但史瓦貝相信當它經過太陽前方時會呈現出一個黑點，而能被觀察到。從1826年至1843年，長達17年的時間，在每一個晴天，他日復一日的審視太陽表面，並且記錄下每一個黑點，試圖從其中找到祝融星。他雖然沒有發現祝融星，但注意到太陽黑子數量規律的變化著，並且以一篇名為"1843年太陽觀測"的短文，將他的調查結果與發現公佈。他建議有一個大約是十年的週期 (也就是說，每隔10年太陽黑子的數量會達到一個極大值)。這篇文章並沒有受到太多的注意，但當時擔任柏恩天文台台長的魯道夫·沃夫對此有深刻的印象，所以他也開始定期觀測太陽黑子。史瓦貝的觀測後來被亞歷山大·馮·洪堡在1851年收錄到他的《宇宙》第三卷。現在被完整認識到的太陽黑子週期，被視為天文學上最重要的發現之一，是史瓦貝最令人讚賞的成就。
史瓦貝在1857年獲得英國皇家天文學會金質獎章的榮耀。

## 外部連結
- Excerpts from Solar Observations During 1843 by Heinrich Schwabe  （页面存档备份，存于）.
- Address delivered by the President of the RAS on presenting the Gold Medal of the Society to M. Schwabe  （页面存档备份，存于）
- HAO "S. Heinrich Schwabe (1789-1875)"
- HAO "S. Heinrich Schwabe (1789-1875)"  with portrait.
- Chris Plicht "Schwabe, Samuel Heinrich (1789 - 1875)"  （页面存档备份，存于）
- The Sun—History  （页面存档备份，存于）